# Monroe County, Mississippi
Monroe County är ett administrativt område i delstaten Mississippi, USA. År 2010 hade countyt  36 989 invånare. Den administrativa huvudorten (county seat) är Aberdeen.

## Geografi
Enligt United States Census Bureau har countyt en total area på 2 000 km². 1 980 km² av den arean är land och 20 km² är vatten.

### Angränsande countyn
- Lowndes County - syd
- Clay County - sydväst
- Chickasaw County - väst
- Lee County - nordväst
- Itawamba County - nord
- Lamar County, Alabama - öst

### Orter
- Aberdeen (huvudort)
- Smithville